# Morva nőszőfű
A morva nőszőfű (Epipactis moravica) a kosborfélék családjába tartozó, Magyarországon védett növényfaj. Nem általános elfogadott taxon, egyes szerzők önálló fajként, mások a Norden-nőszőfű alfajaként (Epipactis nordeniorum subsp. moravica) tartják számon.

## Megjelenése
A morva nőszőfű 12-26 cm (ritkán 40 cm) magas, lágyszárú, évelő növény. Szára egyenes, alsó része gyakran lilásan futtatott. A szár lent kopasz, a virágzattól felfelé szőrös. 2-3 lomblevele közül az alsók kerekdedek vagy tojásdadok, a felsők tojásdadok vagy lándzsásak. Legnagyobb levelének hossza jellemzően 2,5-5,5 cm, szélessége 0,9-3,8 cm.  
Július-augusztusban virít. A virágzatot nagyjából egy irányba néző, laza fürtbe rendeződő 3-20 bókoló virág alkotja, amelyek a viszonylag széles, széles tojásdadtól a lándzsásig változó alakú murvalevelek hónaljából nőnek ki. A legnagyobb alsó murvalevél hossza 1,5-4 cm, szélessége 0,3-2 cm. A külső lepellevelek (szirmok) világoszöldek, tojásdadok, 0,8-1 cm hosszúak és 0,3-0,5 cm szélesek. A belső lepellevelek (széles) tojásdadok, fehéresek vagy halványzöldek, hosszuk 0,7-0,9 cm, szélességük 0,35-0,55 cm. A mézajak külső része (epichil) szív alakú, 0,3-0,45 cm hosszú és 0,32-0,5 cm széles, színe fehér, szélein néha rózsaszínes, töve zöldes. A mezochil szűk, a hypochil (a mézajak belső része) csészeszerűen kibővülő, belül barnás vagy barnászöld, kevés nektárt termel.      
Termése 0,95-1,1 cm hosszú és 0,5-0,6 cm széles toktermés.

## Elterjedése
Csehországban (Morvaország), Szlovákiában (Galánta környékén) és Magyarországon honos. Nálunk négy állománya ismert, kettő a Mecsekben, egy-egy pedig a Keszthelyi-hegységben és a Balaton-felvidéken.   

## Életmódja
Nedves talajú bükkösökben, gyertyános–tölgyesekben, ligeterdőkben lehet találkozni vele, sokszor patakparton. Viszonylag mészkedvelő, élőhelyein a talaj pH-ját 6,6-7,7 (átlagosan 7,3) közöttinek mérték. Csehországban 270-440 m között, Szlovákiában alföldön él. 
Július közepétől augusztusig virágzik. A magok októberre érnek be.    

## Természetvédelmi helyzete
Magyarországi állományai néhány száz példányt számlálnak. 2012 óta védett, természetvédelmi értéke 50 000 Ft.